# 新世紀福音戰士系列
本条目是日本電視動畫《新世纪福音战士》（日语：新世紀エヴァンゲリオン，简称：EVA）相关的作品列表。

## 原始系列
《新世纪福音战士》是由庵野秀明执导、GAINAX制作的日本原創电视动画，全26集。于1995年在日本首播。之后又制作了完结篇劇場版，即1997年上映的《新世紀福音戰士劇場版：死與新生》和《新世紀福音戰士劇場版：Air/真心爲你》，以及1998年重映的《新世紀福音戰士劇場版：DEATH(TRUE)2/Air/真心為你》。

## 漫畫
新世紀福音戰士 (漫畫)
同名漫畫版由人物設計貞本義行所繪畫，1995年开始在角川書店雜誌《月刊少年ACE》上連載、2009年移籍至新杂志《Young Ace》，2013年6月完結。單行本全14卷，日文版由角川書店出版，全卷累计銷量突破2500萬冊。台灣角川和天闻角川分别发行繁简中文版。
開始连载时间雖然比電視動畫還早，但並不是動畫的原作，而是基於動畫的原案、腳本的漫畫化作品，在动画播放前先连载漫画版本作为宣传，而漫画版不少情节的处理和切入点也有别于动画版。主人公的性格設定亦有細微的變化。
EVANGELION 四格新世紀（1996年）
台灣東販出版中文版。全2卷。
EVANGELION 四格全集（1996年11月）
新世紀福音戰士：鋼鐵戀人2nd
作画：林ふみの。《月刊Asuka》（角川書店）从2003年10月号連載至2005年11月号。单行本全6卷。台灣角川以《新世紀福音戰士 鋼鐵的Girl Friend 2nd》之名发行中文版。
新世紀福音戰士：碇真嗣育成計畫
作画：高桥脩。《月刊少年Ace》（角川書店）从2005年6月号連載至2016年4月号。单行本全18卷。台灣角川发行中文版。
同名游戏内的故事线之一「校园编」的漫画化，以TV26话的「学園EVA」为舞台的恋爱喜剧
福音小戰士
作画：濱元隆輔。《月刊少年Ace》上连载（2007年7月号 - 2009年11月号)。单行本全2卷。台湾角川发行中文版。
新世紀福音戰士：學園墮天錄
作画：眠民。《月刊Asuka》上连载（2007年10月号 - 2009年10月号）。单行本全4卷。台湾角川发行中文版。
EVA X－学園不可思議傳－
《KEROKERO ACE》（角川書店）上连载（2010年3月号 - 2013年1月号）。
新世紀福音戰士 碇真嗣偵探日記
作画：吉村工。《月刊Asuka》从2010年4月号连载至2011年1月号。单行本全2卷。台湾角川发行中文版。
新世紀福音戰士 PicoPico中學生傳説
《Young Ace》（角川書店）上连载（2014年5月号- )。
新世紀福音戰士 漫畫致敬集（2010年4月3日）
作画：吉崎観音、美樹本晴彦、大和田秀樹、湯尼嶽崎等共十九位。台湾角川发行中文版。
新世纪福音战士 EVA&EVA2 Anthology（2004年）
以TV动画《新世纪福音战士》和游戏《新世纪福音战士2》为题材。
4格漫畫劇場
- 新世紀福音戰士：鋼鐵戀人2nd 4格漫畫劇場 全3卷
- 新世纪福音战士：绫波育成计划with明日香补完计划 4格漫画剧场 全2卷

奇跡の勝ちは

## 影像

### 新劇場版
2006年，发表将制作『福音战士新劇場版』四部曲的消息，动画制作交由庵野秀明新成立的动画工作室khara。前三部作品名改為（原有的假名エ和オ分別改為ヱ和ヲ，但英文名EVANGELION不變）。而最終回作品名改回，故事前期（主要是第一部）基本沿用原电视版原作剧情，但后期内容有大幅度改动，包括新人物的增加、新的EVA机体、新的团体、新的名词和剧情的修改等等。
| 標題 | 中文標題             | 日本上映日 | 剧本 總导演 | 导演                       |
| ---- | -------------------- | ---------- | ----------- | -------------------------- |
|      | 福音戰士新劇場版：序 | 2007-9-1   | 庵野秀明    | 摩砂雪 鹤卷和哉            |
|      | 福音戰士新劇場版：破 | 2009-6-27  | 庵野秀明    | 摩砂雪 鹤卷和哉            |
|      | 福音戰士新劇場版：Q  | 2012-11-17 | 庵野秀明    | 摩砂雪 前田真宏 鹤卷和哉   |
|      | 福音戰士新劇場版：終 | 2021-03-08 | 庵野秀明    | 中山勝一 鹤卷和哉 前田真宏 |

### 真人电影
《EVA》真人电影化的消息发表于2003年5月20日戛纳国际电影节，由美国电影公司ADV Films主导拍摄、维塔工作室负责视觉效果。2005年12月财富杂志报道，ADV已筹集“一亿到一亿两千万美元的一半”用于电影制作 。2009年9月1日，ADV突然出售资产、结束营业；2010年2月4日，制片人Joseph Chou坦言项目依然存在。2011年8月，ADV与GAINAX爆发版权诉讼。目前合约中止，电影制作冻结。

## 遊戲

### 游戏机游戏
- 機種名的略称（Windows→Win 、Macintosh→Mac、PlayStation→PS、PlayStation 2→PS2、PlayStation 3→PS3、 PlayStation Portable→PSP、NINTENDO64→N64、Game Boy Color→GBC、Nintendo DS→DS、Sega Saturn→SS、Dreamcast→DC、WonderSwan→WS）
- 不含廉价版。

| 作品名                              | 機種                      | 发售日                                                                                           | 注記 | 分类         |
| ----------------------------------- | ------------------------- | ------------------------------------------------------------------------------------------------ | --- | ------------ |
| 新世紀福音戰士                      | SS                        | 1996年3月1日                                                                                     | — | 番外篇系     |
| 新世紀福音戰士 2nd Impression       | SS                        | 1997年3月7日                                                                                     | — | 番外篇系     |
| 新世紀福音戰士：鋼鐵戀人            | Win Mac SS PS PS2 Win PSP | 1997年7月11日 1998年2月13日 1998年3月19日 1998年4月16日 2006年3月30日 2006年9月15日 2009年4月9日 | 有PC中文版 2006年发售的开始含有追加要素『特別版』                                                                                                | 番外篇系     |
| 新世纪福音战士 Digital Card Library | SS                        | 1997年9月25日                                                                                    | — | 爱好者向     |
| 新世纪福音战士 EVA和愉快的伙伴们    | PS SS Win GBC             | 1998年7月23日 1998年11月5日 1999年11月19日 2000年9月29日                                         | Win版追加脱衣麻雀的要素、标题变更为『EVA和愉快的伙伴们 脱衣补完计划!』 GBC版把EVA以外的GAINAX角色去除、标题变更为『新世纪福音战士 麻雀补完计划』 | 爱好者向     |
| 真嗣和愉快的伙伴们系列              | SS                        | 1999年2月26日 1999年5月28日 1999年6月4日 1999年7月23日 1999年8月27日 1999年9月24日               | 系列全6作。 | 爱好者向     |
| 新世纪福音战士                      | N64                       | 1999年6月25日                                                                                    | — | 原作再現系   |
| 新世纪福音战士 使徒育成             | WS                        | 1999年7月22日                                                                                    | — | 平行世界系   |
| 新世纪福音战士 打字E计划            | Win DC PS2 Win            | 1999年12月24日 2001年4月19日 2001年8月2日 2002年9月5日                                           | — | 爱好者向     |
| 新世纪福音战士 打字补完计划         | Win                       | 2000年7月20日 2001年8月30日                                                                      | — | 爱好者向     |
| 新世纪福音战士：绫波育成计划        | Win DC Win PS2 DS         | 2001年5月18日 2002年4月18日 2003年4月11日 2003年12月11日 2008年8月28日                           | 有PC中文版 2003年的PS2版开始含有追加要素『with 明日香补完计划』                                                                                  | 育成計画系   |
| 新世紀福音戰士：鋼鐵戀人2nd         | Win Mac PS2 PSP           | 2003年5月16日 2003年12月25日 2005年1月20日 2009年6月11日                                         | 漫画化 | 平行世界系   |
| 新世紀福音戰士2                     | PS2 PSP                   | 2003年11月20日 2006年4月27日                                                                     | PSP版追加要素『被创造的世界 -another cases-』 | 原作再現系   |
| 新世紀福音戰士：碇真嗣育成計畫      | Win                       | 2004年9月24日                                                                                    | 有中文版 漫画化 | 育成計画系   |
| 新世紀福音戰士：機密檔案            | PS2 Win PSP               | 2006年12月21日 2007年6月28日                                                                     | 有PC中文版 玩家將扮演NERV的情報員，從另一個角度來一窺人類補完計畫的真相。                                                                        | 番外篇系     |
| 名侦探福音战士                      | PS2                       | 2007年1月18日                                                                                    | 漫画化 | 平行世界系   |
| 新世纪福音战士 Battle Orchestra     | PS2 PSP                   | 2007年6月28日 2009年7月30日                                                                      | 战斗弦乐 | 平行世界系   |
| 福音小戰士                          | DS                        | 2008年3月20日                                                                                    | 跨媒体企画 | 平行世界系   |
| 福音戰士：序                        | PSP PS2                   | 2009年6月4日                                                                                     | — | 原作再現系   |
| 葛城美里报道计划                    | PS3                       | 2009年6月6日                                                                                     | 2010年6月5日配信終了 | 新闻播报软件 |
| 福音戰士新劇場版 -聲音衝擊-         | PSP                       | 2011年9月29日                                                                                    | 要留意本遊戲標題為3nd(讀作Sound) Impact而非3rd(讀作Third) Impact                                                                                 | 音樂遊戲     |

### 街机游戏
柏青哥
- CR新世纪福音战士（2004年12月稼働開始）
- CR新世纪福音战士 第二次冲击（2006年2月稼働開始） 
  - CRA新世纪福音战士 Premium Model（2008年5月稼働開始）
- CR新世纪福音战士 奇迹的价值（2007年2月稼働開始）
- CR新世纪福音战士 使徒再临（2008年1月稼働開始） 
  - CR新世纪福音战士 使徒再临 Light（2010年1月稼働開始）
- CR新世纪福音战士 最后的使者（2009年4月稼働開始）
- CR福音战士 起始的福音（2010年6月稼働開始） 
  - CR福音战士 起始的福音 Light Ver.II（2010年11月稼動開始）

柏青嫂
- 新世纪福音战士（2005年10月稼働開始）
- 新世纪福音战士 真心为你（2007年7月稼働開始）
- 新世纪福音战士 约定之时（2008年9月稼働開始）
- 新世纪福音战士 魂之轨迹（2010年2月稼働開始）

### 手机游戏
| 作品名                        | 系統        | 年                           | 发行             | 备注                     |
| ----------------------------- | ----------- | ---------------------------- | ---------------- | ------------------------ |
| EVA卡牌游戏                   | Android     | 2012年6月8日                 | MediaMagic       |                          |
| EVA Slide Puzzle 使徒殲滅作戰 | Android iOS | 2012年8月21日                | MediaMagic       |                          |
| EVANGELON MEMORIA(Mobage)     | Android iOS | 2012年9月25日                | タイトー、コプロ |                          |
| EVA Jigsaw                    | Android iOS | 2012年12月1日                | MediaMagic       | EVA Arcade系列Puzzle游戏 |
| Coin Diver                    | Android iOS | 2013年8月22日                | MediaMagic       | EVA Arcade系列Puzzle游戏 |
| Puzzle Buster                 | Android iOS | 2013年12月17日               | MediaMagic       | EVA Arcade系列Puzzle游戏 |
| EVANGELON 靈魂淨化            | Android     | 2014年3月6日                 | DeNA             |                          |
| Puzzle Buster改               | Android iOS | 2014年8月22日                | MediaMagic       | EVA Arcade系列Puzzle游戏 |
| EVANGELON 战斗任务            | Android iOS | 2014年11月20日 2014年12月8日 | ブシモ           |                          |
| ゆるしと Angel Drop           | Android iOS | 2015年9月4日 2015年12月9日   | MediaMagic       | EVA Arcade系列Puzzle游戏 |
| 新世纪福音战士OL              | Android iOS | 2016年8月25日                | 上海黑桃互动     |                          |
| 新世纪福音战士：破晓          | Android iOS | 2017年2月22日                | 新浪游戏         |                          |

### 其他
另外EVA及其驾驶员曾經在《超級機器人大戰系列》中的《超級機器人大戰F》、《超級機器人大戰F完結編》、《超級機器人大戰Alpha》、《超級機器人大戰MX》和《第3次超級機器人大戰Alpha》、《超級機器人大戰L》、《第3次超級機器人大戰Z 時獄篇》、《第3次超級機器人大戰Z 天獄篇》及《超級機器人大戰V》登場。

## 音声媒体

### CD
《EVA》系列曾推出多张音乐唱片。
| 发售日     | 名称                                    | 歌手                  | 規格品番   |
| ---------- | --------------------------------------- | --------------------- | ---------- |
| 1995-10-25 | 残酷天使的行动纲领                      | 高橋洋子              | KIDA-114   |
| 1995-10-25 | FLY ME TO THE MOON                      | CLAIRE/YOKO TAKAHASHI | KIDA-115   |
| 1995-10-25 | 残酷天使的行动纲领/FLY ME TO THE MOON   | 高橋洋子/CLAIRE       | KIDA-116   |
| 1997-2-21  | 魂之轮回                                | 高橋洋子              | KIDA-146   |
| 1997-8-1   | THE END OF EVANGELION                   | LOREN & MASH/ARIANNE  | KIDA-155   |
| 2003-3-26  | 残酷天使的行动纲领/FLY ME TO THE MOON   | 高橋洋子/CLAIRE       | KICM-3041  |
| 2006-5-24  | 魂之轮回/THANATOS -IF I CAN'T BE YOURS- | 高橋洋子/LOREN & MASH | KICM-3122  |
| 2007-8-29  | Beautiful World                         | 宇多田光              | TOCT-40120 |
| 2009-6-27  | Beautiful World -PLANiTb Acoustica Mix- | 宇多田光              | 配信限定   |
| 2009-4-22  |                                         | 林原惠                | KICM-1271  |
| 2009-5-13  | 残酷天使的行动纲领 2009 VERSION         | 高橋洋子              | KICM-1272  |
| 2010-4-28  |                                         | 高橋洋子              | KICM-1307  |
| 2010-7-21  |                                         | 林原惠                | KICM-1310  |
| 2012-1-11  |                                         | 宫村优子              | KICM-1343  |
| 2012-11-17 | 櫻花紛飛                                | 宇多田光              | 配信限定   |
| 2013-3-27  |                                         | 高橋洋子              | KICM-1440  |
| 2017-3-22  | Welcome to the stage!                   | 高橋洋子              | KICM-1747  |

| 发售日     | 名称                                                          | 备注             |
| ---------- | ------------------------------------------------------------- | ---------------- |
| 1995-12-16 | NEON GENESIS EVANGELION                                       | 再发：2004-12-22 |
| 1996-2-16  | NEON GENESIS EVANGELION II                                    | 再发：2004-12-22 |
| 1996-5-22  | NEON GENESIS EVANGELION III                                   | 再发：2004-12-22 |
| 1996-12-21 | NEON GENESIS EVANGELION ADDITION                              |                  |
| 1997-6-11  | EVANGELION:DEATH                                              | 再发：2004-12-22 |
| 1997-9-26  | THE END OF EVANGELION                                         | 再发：2004-12-22 |
| 1997-11-6  | 〜refrain〜 The songs were inspired by "EVANGELION"           |                  |
| 1997-12-3  | EVANGELION-VOX                                                |                  |
| 1997-12-22 | 新世纪福音战士交响乐                                          |                  |
| 1998-12-4  | NEON GENESIS EVANGELION: S2 WORKS                             |                  |
| 2000-9-13  | EVANGELION -THE DAY OF SECOND IMPACT-                         |                  |
| 2001-3-30  | EVANGELION -THE BIRTHDAY OF Rei AYANAMI-                      |                  |
| 2003-7-24  | Refrain of Evangelion                                         |                  |
| 2005-10-26 | NEON GENESIS EVANGELION DECADE                                |                  |
| 2007-9-26  | Shiro SAGISU Music from "EVANGELION: 1.0 YOU ARE (NOT) ALONE" |                  |
| 2008-5-21  | 福音戰士新劇場版:序 OST                                       |                  |
| 2009-7-8   | 福音戰士新劇場版:破 OST                                       |                  |
| 2009-11-26 | 福音戰士新吹奏樂版 其の1                                      |                  |
| 2009-11-26 | 福音戰士新吹奏樂版 其の2                                      |                  |
| 2012-11-28 | Shiro SAGISU Music from "EVANGELION:3.0" YOU CAN (NOT) REDO.  |                  |
| 2013-4-24  | 福音戰士新劇場版:Q OST                                        |                  |
| 2013-10-23 | Evangelion PianoForte #1 composed by ShiroSAGISU              |                  |
| 2014-12-24 | THE WORLD! EVANGELION JAZZ NIGHT =THE TOKYO III JAZZ CLUB=    |                  |
| 2016-7-30  | ShiroSAGISU OUTTAKES FROM EVANGELION (VOL.1)                  |                  |

### 廣播劇
- animate・录音带　新世纪福音战士 真嗣&明日香編（1996年11月）
- 声劇收录于专辑NEON GENESIS EVANGELION ADDITION』。庵野秀明担任脚本・演出，众声优出演。内容设定在播放结束之后、决定制作续篇，然后各种对动画剧情・角色的讨论。这是明显的“跳出角色表演”(第四面墙)

## 出版書籍

### 小説
EVANGELION ANIMA
EVANGELION唯一的官方公認小説。山下育人担任製作總指揮。連載于電撃HOBBYMAGAZINE2008年1月号至2013年4月号。故事以動畫版的第24話為分歧點，以「人類補完計畫」沒有發動的3年後平行世界往下開展。

### 資料集
- 新世纪福音战士 設定資料集（全2卷、1995年10月 - 1996年2月）
- 新世纪福音战士・FILMBOOK（TV版全9卷+劇場版全3卷、1995年12月20日 - 1997年11月20日） 台灣東販出版中文版。
- 新世纪福音战士・FILMBOOK Remix（全3卷、1999年11月30日 - 2000年11月30日）
- 脚本集：EVANGELION ORIGINAL I - III（1996年7月25日 - 1996年11月10日）
- 新世纪福音战士 分镜集（全5卷、1997年7月25日 - 1997年10月）
- 新世纪福音战士剧场版 分镜集（1998年12月23日、剧场版BOX特典）
- 新世纪福音战士 Newtype 100% Collection（1997年3月31日、ISBN 978-4048527002）
  - 新世紀EVANGELION福音戰士SPECIAL COLLECTION，台灣東販中文版 ISBN 957-643-522-6
- 新世纪福音战士 概念设定集（1998年3月25日、ISBN 978-4048529082）
- キミたちの知らない エヴァンゲリオン（月刊Newtype2003年12月号増刊）
- 新世紀福音戰士 Newtype Complete（月刊Newtype2005年11月号附录）
- EVANGELION CHRONICLE　全30巻（2006年7月1日 - 2007年9月）
  - THE ESSENTIAL EVANGELION CHRONICLE（2007年）
  - EVANGELION CHRONICLE Illustrations（2008年1月31日、画集）
  - EVANGELION CHRONICLE 新訂版（2010年1月17日 - ）
- 新世纪福音战士 TV动画設定資料集 2015 edition（2015年8月7日）

### 畫集、寫真集
- 新世纪福音战士PHOTO FILE 01 eve : 2015年的女神们（1996年4月、ISBN 978-4048526616），台灣東販出版中文版 ISBN 957-643-501-3。
- 新世纪福音战士PHOTO FILE 02 ADAM : 2015年的战士们（1996年10月8日、ISBN 978-4048526814），台灣東販出版中文版 ISBN 957-643-502-1。
- 新世纪福音战士文库写真集
  - Evangelion Photograph : REI（1997年2月、ISBN 978-4043414017），台灣東販出版中文版 ISBN 957-643-506-4。
  - Evangelion Photograph : ASUKA（1997年2月、ISBN 978-4043414024），台灣東販出版中文版 ISBN 957-643-505-6。
  - Evangelion Photograph : SHINJI（1997年2月、ISBN 978-4043414031），台灣東販出版中文版 ISBN 957-643-761-X。
  - Evangelion Photograph : KAWORU（1997年2月、ISBN 978-4043414048），台灣東販出版中文版 ISBN 957-643-748-2。
- 原画集：Groundworks of EVANGELION 全3卷（2000年10月14日 - 2001年3月30日）
- 原画集：Groundworks of EVANGELION The Movie 全2卷（2001年10月26日 - 2002年1月18日）
- 新世纪福音战士画集 DIE STERNE（2003年7月11日、ISBN 978-4048536523） 
  - 新世纪福音战士画集 DIE STERNE Ver.2.0（2007年6月19日、ISBN 978-4048541138）
- ALL ABOUT 渚薰 -A CHILD OF THE EVANGELION-（2008年10月31日、ISBN 978-4048542487）
- KAWORU 2015 -渚薰写真集-（2015年4月10日、ISBN 978-4041028544）

### 其他書籍
- 新世紀福音戰士RPG―決戰!第3新東京市 （1996年3月、ISBN 978-4829143148） 
  - 新世紀福音戰士RPGII 使徒接近! （1997年5月、ISBN 978-4829143353）
  - 使徒、擊滅!―MAGIUS新世紀福音戰士RPGリプレイ集 （1997年9月、ISBN 978-4829143445）
- 新世紀福音戰士RPG NERV白書（1996年4月、ISBN 978-4047145139） 
  - 新世紀福音戰士RPG 使徒降臨 （1997年12月、ISBN 978-4047145160）
- 庵野秀明 Schizo・EVANGELION（1997年3月17日、ISBN 978-4872333152）
- 庵野秀明 Parano・EVANGELION（1997年3月17日、ISBN 978-4872333169）
- （1997年7月、ISBN 978-4877281717）
- （2002年3月、ISBN 978-4847014079）

## 同人作品
《RE-TAKE》是同人社团STUDIO KIMIGABUCHI创作的EVA同人漫画，全6卷。因其强悍的剧情和设定而被誉为“同人神作”、“EVA最强同人”。甚至TMA以此改编成AV，女主角由湘崎琴音出演。
2015年11月，台北耕莘文教院舉辦「新世紀福音戰士20週年活動：人類補完計劃11.1演唱會」，播放廣播劇，由聲優配音：錢欣郁配碇真嗣、石采薇配綾波零、蔣鐵城配碇源堂、汪世瑋配赤木律子、林沛笭配惣流·明日香·蘭格雷、傅其慧配葛城美里、郭霖配渚薰。